# Florence Canning

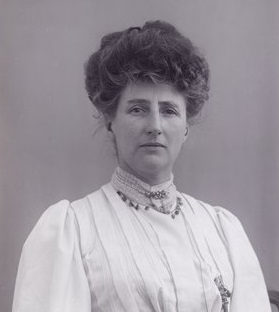
Florence Canning, 1911

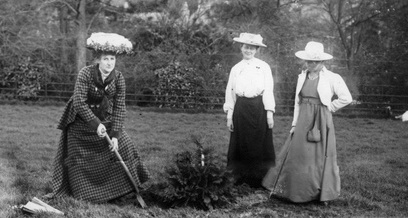
Canning Mary Blathwayt und Annie Kenney beim Setzen eines Baumes im Garten von Eagle House, 1909

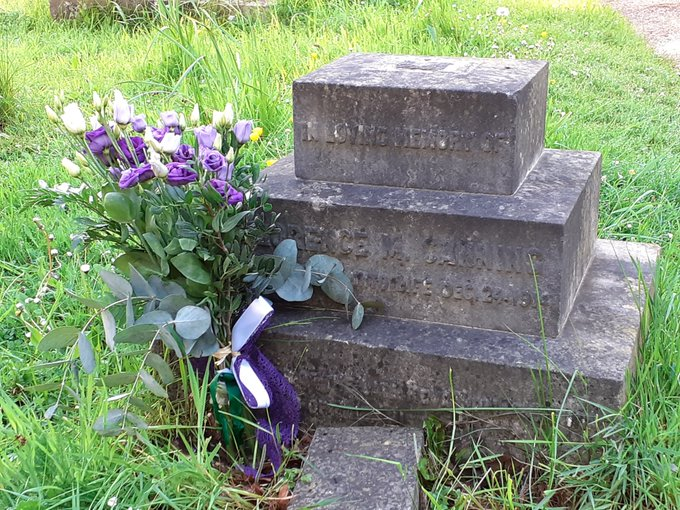
Grab von Florence Canning auf dem St Paul’s Churchyard in Tupsley, Hereford

Florence Mary Canning (* 19. Mai 1863 in Hereford, Herefordshire; † 24. Dezember 1914 in Brighton, East Sussex) war eine englisch-britische Suffragette. Sie war Vorsitzende des Executive Committees der Church League for Women’s Suffrage.

## Leben
Canning war die älteste Tochter von Reverend Thomas Canning (1820–1902), Vikar von Tupsley, und seiner Frau Elizabeth Hampden Phillips (1841–1917). Canning hatte sechs Geschwister, vier Brüder und zwei Schwestern, von denen eine, Frances Ethel Canning, Schriftstellerin und ebenfalls christliche Suffragette.
Canning wurde Künstlerin und stellte ihre Bilder auf Ausstellungen in Hereford und London aus.
Im Jahr 1906 trat Canning der Women’s Social and Political Union (WSPU) bei, dort verwendete sie auch den Namen „Lovell“. Sie steht auf der Suffragette Roll of Honour und wurde mindestens zweimal inhaftiert, das erste Mal 1908, als sie nach ihrer Verhaftung im Rahmen einer Abordnung beim Premierminister ins Holloway Prison eingeliefert wurde.
Canning erholte sich mehrmals in Eagle House, dem Haus der Familie von Mary Blathwayt, wo sie wie viele andere im Garten des Hauses (Annie's Arboretum) in Gedenken an Inhaftierungen einen Baum pflanzte. In ihrem Fall war das am 25. April 1909 eine Oregonzeder. Canning wurde bei den Protesten des Schwarzen Freitags am 18. November 1910 verletzt, erholte sich aber nie wieder und wurde später mit Brustkrebs diagnostiziert. Bei der Volkszählung von 1911 beteiligte sie sich am Boykott der Suffragetten und entzog sich der Zählung.
Canning wurde Anfang 1912 zur Vorsitzenden des Vorstands der Church League for Women’s Suffrage (CLWS) gewählt, bevor sie später aus gesundheitlichen Gründen zurücktreten musste. Sie nahm jedoch an der Tagung Rats der CLWS teil, die im Juli 1913 in Brighton stattfand, und ist auf einem Foto von Muriel Darton zusammen mit anderen Delegierten, darunter zwei Inderinnen, zu sehen. In einem Briefwechsel mit Ursula Wyllie Roberts aus dem Jahr 1913 sprach sich Canning „ganz entschieden“ für die Ordination von Frauen aus.
Zeitungsberichten zufolge reiste Canning durch das Land, um über das Wahlrecht zu sprechen, und reiste sogar bis auf die Isle of Skye und nach Dublin. Ihre letzte öffentliche Handlung war die Teilnahme an einer Deputation beim König im Mai 1914, als sie erneut verhaftet wurde. Neben der CWLS und der WSPU war Canning auch Sprecherin der Conservative and Unionist Women’s Franchise Association (CUWFA). Sie galt als „unermüdliche Arbeiterin und äußerst effektive Rednerin“ und arbeitete auch für die von Sylvia Pankhurst gegründete East London Federation of Suffragettes.
Florence erlebte nicht mehr, dass die Frauen das Wahlrecht erhielten. Sie starb an Heiligabend 1914 in Brighton. Uhr Leichnam wurde nach Hereford gebracht, wo sie im Familiengrab an der St. Paul's Church, Tupsley, beigesetzt wurde. Mitglieder der WSPU nahmen an ihrer Beerdigung teil und legten einen Kranz in den WSPU-Farben Lila, Weiß und Grün auf ihr Grab.
Zu ihrem Gedenken wurde von ihren Freunden, darunter auch CUWFA-Mitglied Gertrude Eaton, ein Fonds eingerichtet, um Geld für das Women’s Hospital for Children zu sammeln. Bis 1917 kamen 265 Pfund zusammen, um einen Operationssaal zu Cannings Gedenken auszustatten und einzurichten.
Im Jahr 2018 wurde sie mit einer Violet Plaque geehrt, einer von der National Lottery finanzierten Initiative der Kathedrale von Hereford. Im Jahr 2022 wurden über Crowdfunding 1.000 Pfund für die Restaurierung ihres Grabes gesammelt.